# キブシ科
キブシ科（キブシか、学名：Stachyuraceae、和名漢字表記：木五倍子科）は被子植物の科の一つ。キブシ属 Stachyurus 1属のみを含む。クロンキスト体系・新エングラー体系ではスミレ目に含められていた。

## 特徴
落葉または半常緑の低木または小高木。葉は有柄で互生し、単葉で縁に鋸歯がある。花序は前年枝の腋から総状または尾状花序につき垂れ下がる。花は両性または単性。萼片は4個、花弁は4個で瓦重ね状に並ぶ。雄蕊は8個ある。
東アジアからヒマラヤに5-6種あり、日本にはキブシ1種が分布する。

## 種

### 日本の種
- キブシ Stachyurus praecox Siebold et Zucc.

### 外国の種
- タイワンキブシ Stachyurus chinensis Franch.
- ヒマラヤキブシ Stachyurus himalaicus Hook.f. et Thomson ex Benth.
- タロコキブシ Stachyurus sigeyosii Masam.

## ギャラリー
- キブシ（雄花序）
- タイワンキブシ